# Fuchsia garleppiana
Fuchsia garleppiana är en dunörtsväxtart som beskrevs av Carl Ernst Otto Kuntze och Wittm.. Fuchsia garleppiana ingår i släktet fuchsior, och familjen dunörtsväxter. Inga underarter finns listade i Catalogue of Life.